# 2009년 동태평양 허리케인
2009년 태평양 허리케인 (2009 Pacific hurricane season)은 북동태평양과 북중태평양에서 2009년에 발생한 허리케인들의 활동에 대해 기록한 문서이다. 동태평양 허리케인은 주로 5월 15일부터 11월 30일 사이에 발생한다. 2011년 6월 7일 제1호 메이저 허리케인 애드리안을 시작으로, 2009년 동안 23개의 열대저기압, 20개의 열대폭풍, 8개의 허리케인, 5개의 메이저 허리케인이 발생하였다.

## 같이 보기
- 2009년 북대서양 허리케인
- 2009년 태풍
- 2009년 북인도양 사이클론